# Berutindur
Berutindur är en bergstopp i republiken Island. Den ligger i regionen Austurland, 400 km öster om huvudstaden Reykjavík. Toppen på Berutindur är 688 meter över havet.
Trakten runt Berutindur är nära nog obefolkad, med mindre än två invånare per kvadratkilometer. Närmaste större samhälle är Reyðarfjörður, omkring 14 kilometer nordväst om Berutindur.